# Lichtformer

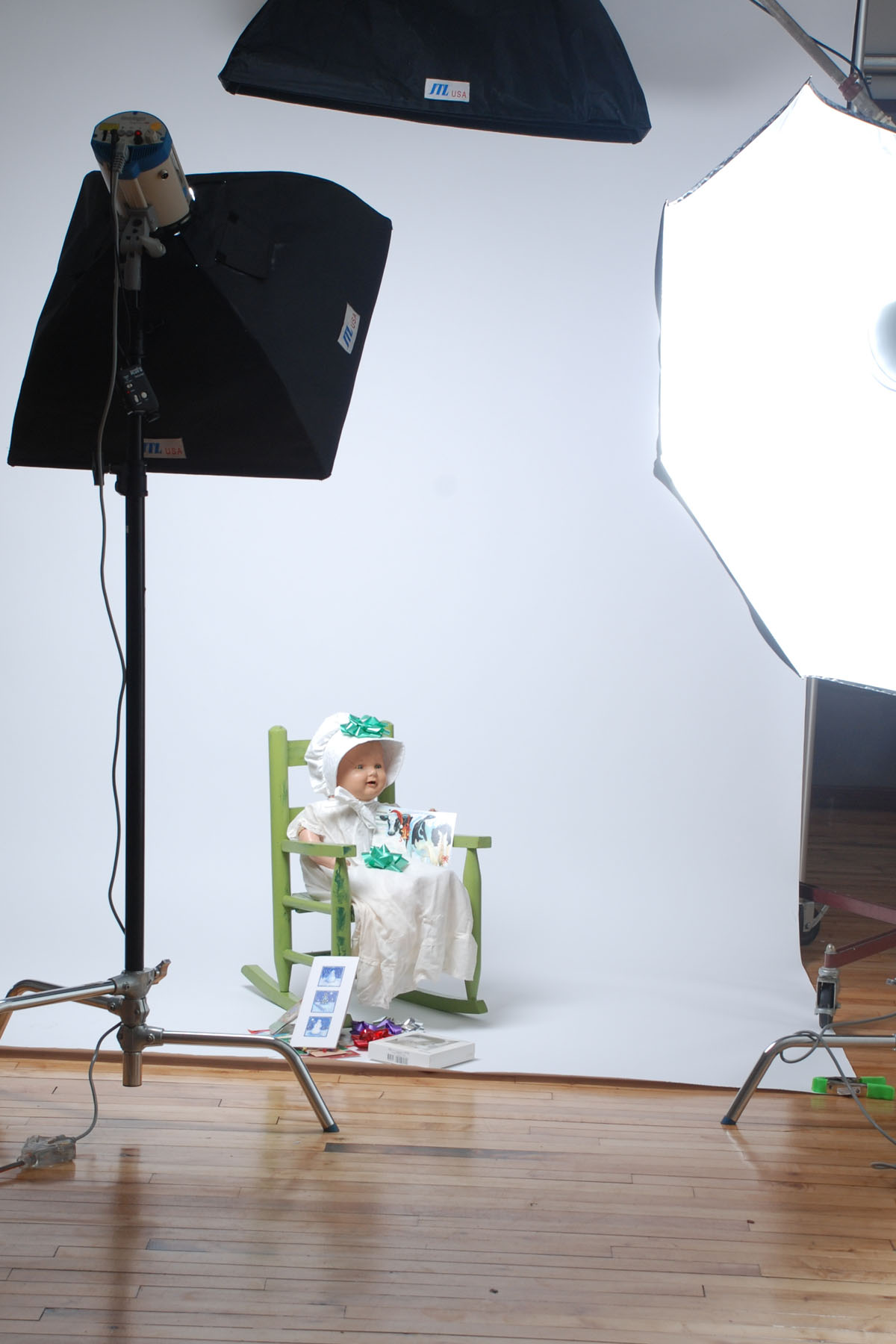
Lichtformer im Einsatz in einem Fotostudio

Lichtformer sind Hilfsmittel für Blitz- oder Dauerlicht-Anlagen in der Fototechnik zur Steuerung der Lichtcharakteristik.

## Reflektor
Die einfachste Form eines Lichtformers ist ein Reflektor, der um die Lampe an dem Blitzkopf oder der Leuchte angebracht ist und verhindert, dass sich das Licht unkontrolliert ausbreitet. Innen sind Reflektoren meist weiß oder silbern beschichtet, um eine möglichst hohe Lichtreflexion zu erzielen. Je nach Farbe kann das Licht durch den Reflektor auch weicher gestaltet werden.

## Softbox (Striplight)

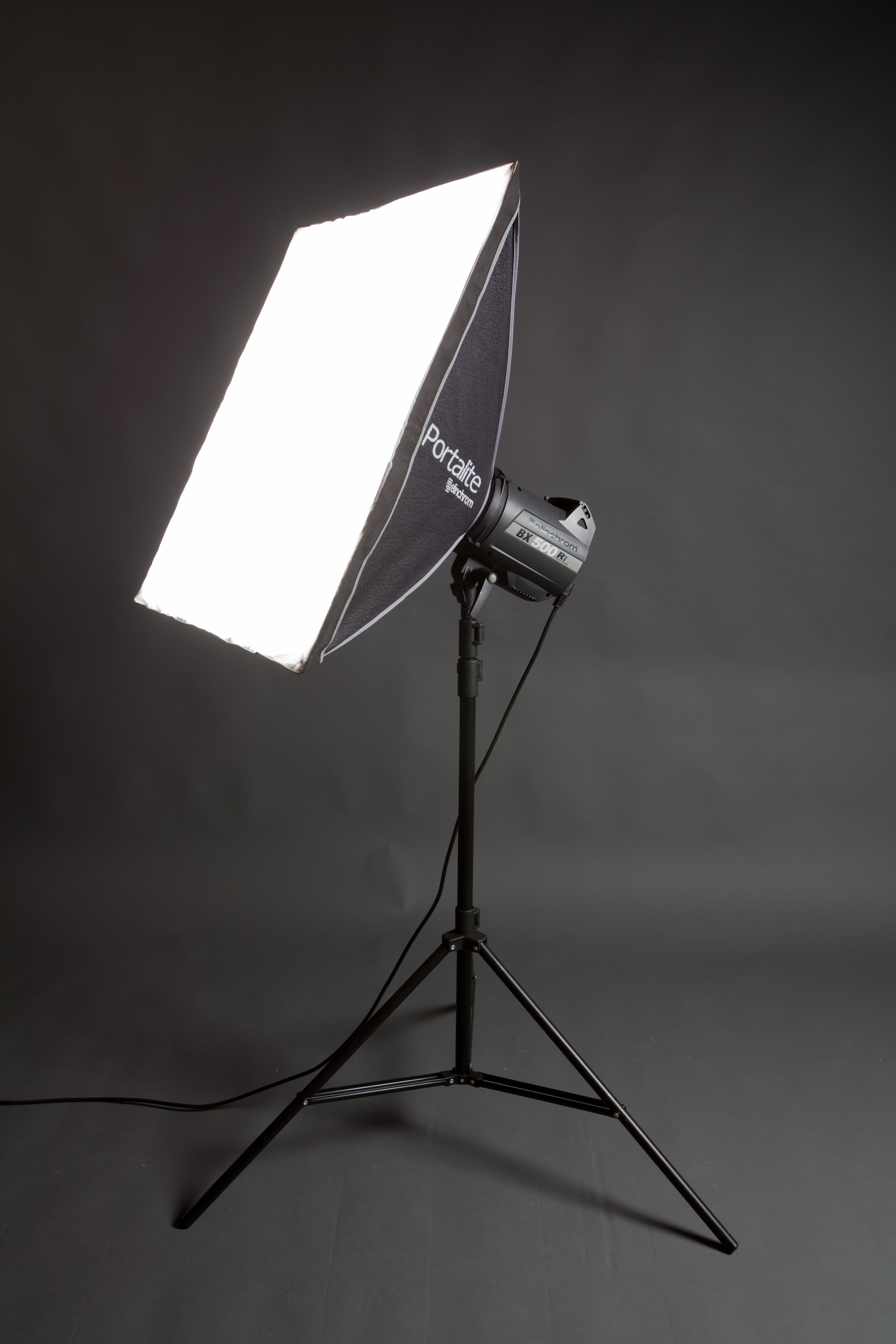
Quadratische Softbox mit eingeschalteter Lichtquelle

Softboxen, auch Lichtwannen genannt, sind vorwiegend recht- oder achteckige Boxen, die meist auf einer Leuchte montiert werden. Rechteckige Softboxen sind üblicherweise quadratisch oder haben ein Seitenverhältnis von 1:2. Ab einem Seitenverhältnis von 1:3 werden sie auch als Striplights bezeichnet. Der hintere Teil einer Softbox ist lichtundurchlässig und innen normalerweise silber, um eine gute Lichtreflexion zu erreichen. Die Vorderseite ist mit lichtdurchlässigem Stoff oder Folie bespannt. Mit einer Softbox erreicht man eine gleichmäßigere Ausleuchtung von Motiven und vermindert die Schattenbildung. Das Licht wirkt weicher durch den sanfteren Übergang zu den Schatten. Durch den Einsatz mehrerer Softboxen erreicht man eine sehr gute Ausleuchtung und kann Schatten nahezu vollständig vermeiden.

## Flächenreflektor

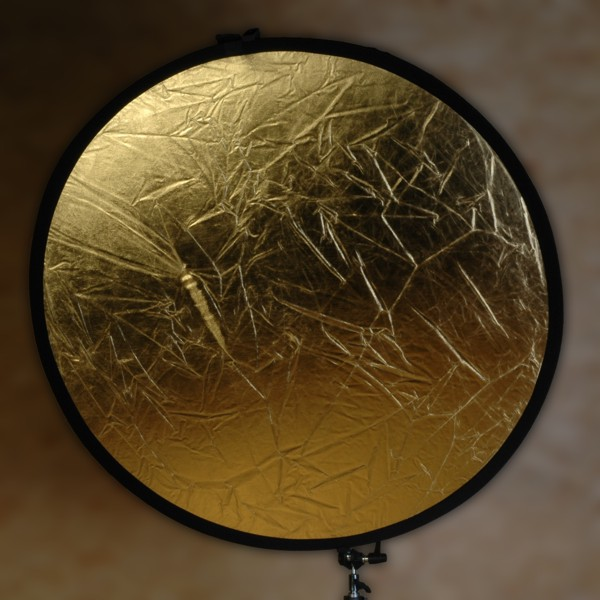
Flächenreflektor

Ein Flächenreflektor, häufig auch nur als Reflektor bezeichnet, wird meist auf einem Stativ montiert, auf dem er mittels einer speziellen Halterung sehr flexibel in alle Richtungen justiert oder von einem Assistenten entsprechend gehalten werden kann. Die rechteckigen oder runden Reflektoren ermöglichen eine Umlenkung des einfallenden Lichts. Sie können mit Sonnenlicht und mit Blitz- oder Dauerlicht-Anlagen verwendet werden. Außerdem lässt sich damit ein direkter Lichteinfall auf das Motiv verhindern und Einfluss auf den Schattenwurf nehmen. Gleichzeitig kann die Lichtfarbe und -qualität durch die meist weißen, silbernen oder goldenen Reflektoren beeinflusst werden, wobei Silber ein kaltes, Gold ein warmes und weiß ein neutrales, weiches Licht erzeugt. 

## Reflex- und Durchlichtschirm

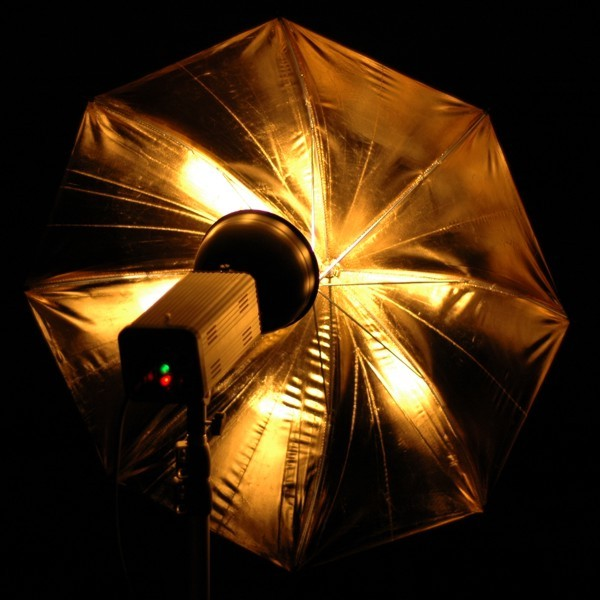
Reflexschirm

Ähnlich wie mit einem Flächenreflektor, lassen sich Richtung und Farbe des Lichts mit einem Reflexschirm beeinflussen. Dabei wird der Schirm aber direkt vor der Lichtquelle montiert, so dass das Licht in die andere Richtung umgeleitet wird. Durch den lichtundurchlässigen Schirm wird das Licht im Vergleich zu einem Flächenreflektor gebündelt und kann daher genauer ausgerichtet werden. Auch Reflexschirme sind meistens weiß, silber oder gold, wodurch Einfluss auf die Lichtfarbe genommen werden kann.
Der Durchlichtschirm reflektiert kein Licht, sondern erreicht eine gleichmäßigere Streuung des Lichts, ähnlich wie eine Softbox.

## Wabenfilter
Dieser Vorsatz, der meist in Kombination mit anderen Vorsatz-Lichtformern Verwendung findet, vermindert die Streuung des Lichts. Die gezieltere Ausrichtung des Lichts sorgt für eine bessere und detailreichere Ausleuchtung des Motivs.

## Abschirmklappen
Mit zwei oder vier Abschirmklappen (Fotografen-Jargon: „Scheunentore“), die meist an einem Reflektor befestigt werden, kann man das Licht zusätzlich ausrichten. Die beweglichen Klappen ermöglichen eine flexible, auch asymmetrische Lichtführung.

## Lichttubus, Engstrahler, Spotvorsatz
Solche Vorsätze, die entweder direkt am Blitzkopf beziehungsweise der Leuchte oder an einem Reflektor angebracht werden, verengen den Lichtkegel so, dass man eine punktuelle Beleuchtung erreicht. Häufig wird eine solche Spotbeleuchtung in Kombination mit Farbfiltern verwendet, um Teile des Motivs farblich abzusetzen.

## Lichtwürfel, Lichtzelt
Ein besonderer Lichtformer ist das Lichtzelt beziehungsweise der Lichtwürfel. Ein Lichtzelt ist ein fotografisches Hilfsmittel, das verwendet wird, um gleichmäßige und schattenfreie Beleuchtung für die Aufnahme von Objekten zu schaffen. Es besteht normalerweise aus einem rahmenartigen Gestell, das mit einem diffusen, lichtdurchlässigen Material (meist weißes Nylon oder Stoff) bespannt ist. Die Struktur sorgt dafür, dass das Licht von allen Seiten auf das Objekt fällt und durch die Diffusion weiche Schatten und gleichmäßige Helligkeit erzeugt werden. Durch eine kleine Öffnung für das Objektiv wird fotografiert. Die Beleuchtung erfolgt mittels Blitz- oder Dauerlicht von außen. Dadurch erreicht man eine nahezu schattenfreie und vor allem nur minimal reflektierende Beleuchtung eines Motivs. Lichtzelte werden vor allem bei der Fotografie von stark und schwer kalkulierbar reflektierenden Gegenständen wie zum Beispiel Gläsern, Pokalen, Kugeln et cetera verwendet.